# 豬股松之助
豬股松之助（1884年2月26日—1939年6月7日）為台灣日治時期之官員，秋田縣由利郡石澤村（今屬由利本莊市）人，1908年畢業於東京帝國大學文科大學史學科，1915年畢業於法科大學，並通過高等文官試驗。
豬股松之助曾任台北州警務部長、台中州內務部長等職務，後於1929年9月13日－1931年9月11日擔任花蓮港廳長，為第七任廳長。他與前任花蓮港廳長江口良三郎任內多方奔走，促成日本國會於1930年通過興建花蓮港，並於隔年十月動工。1931年，豬股松之助轉任新竹州知事，翌年卸任後擔任臺灣青果株式會社常任監査役、常務取締役。1939年2月，豬股罹患肝炎，4月住進臺北帝國大學醫學部附屬醫院（今國立臺灣大學醫學院附設醫院）觀察，原本病況良好，後突然惡化，遂於6月7日凌晨1點20分過世，享年55歲。
花蓮縣現有山名為豬股山，即是得名自豬股松之助。豬股山標高2496米，為太魯閣七雄之一。